# Pseudotuerta
Pseudotuerta là một chi bướm đêm thuộc họ Noctuidae.

## Loài
- Pseudotuerta argyrochlora Carcasson, 1964